# 콩고 민주 공화국의 이름이 변경된 장소 목록

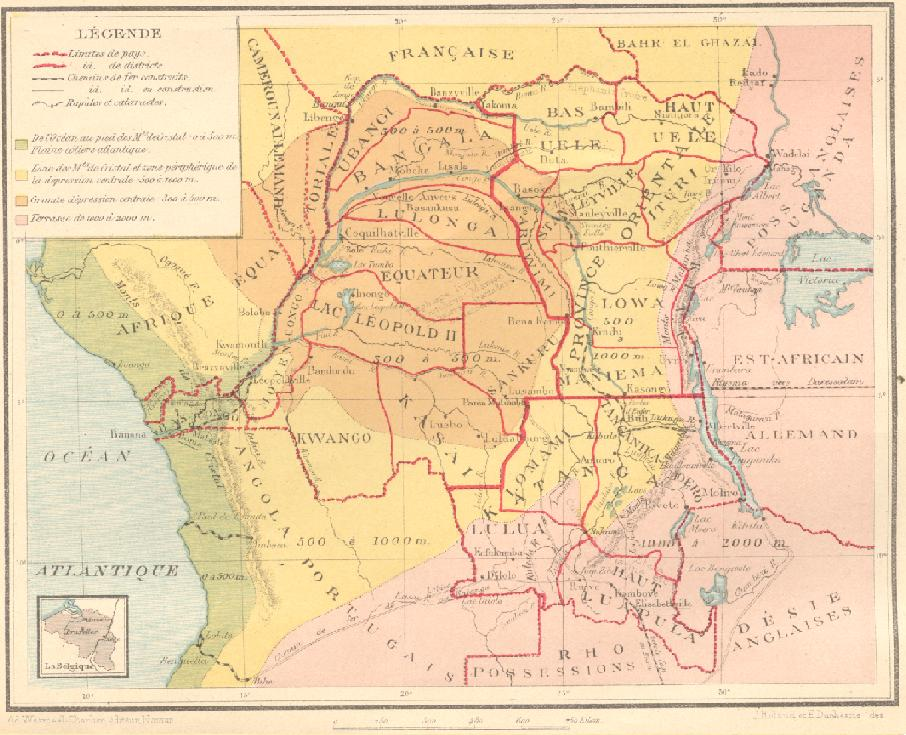
1914년 벨기에령 콩고 지도

이 목록은 벨기에의 식민 통치가 끝난 이후에 변경된 콩고 민주 공화국의 마을과 도시의 지명 목록이다. 식민지 시대의 지명은 벨기에의 두 공용어인 프랑스어와 네덜란드어의 두 가지 버전이 주로 둘 다 있었다. 이러한 지명 중 대다수는 지역 지리 또는 식민지 관련 인물의 이름을 따서 명명되었다.
대부분의 지명 변경은 1960년대와 1970년대 모부투 세세 세코의 독재 기간 동안 아프리카화 정책에 따라 이루어졌다. 몇몇 경우는 이름이 식민지 이전에 실제로 사용되었거나 식민지 기간 동안 비공식적으로 사용되고 있었다. 모부투는 또 국가 이름을 콩고에서 자이르로 바꾸었다. 오늘날은 프랑스어와 네덜란드어를 사용하는 유럽인들도 이러한 지명을 사용한다.

## 마을과 도시

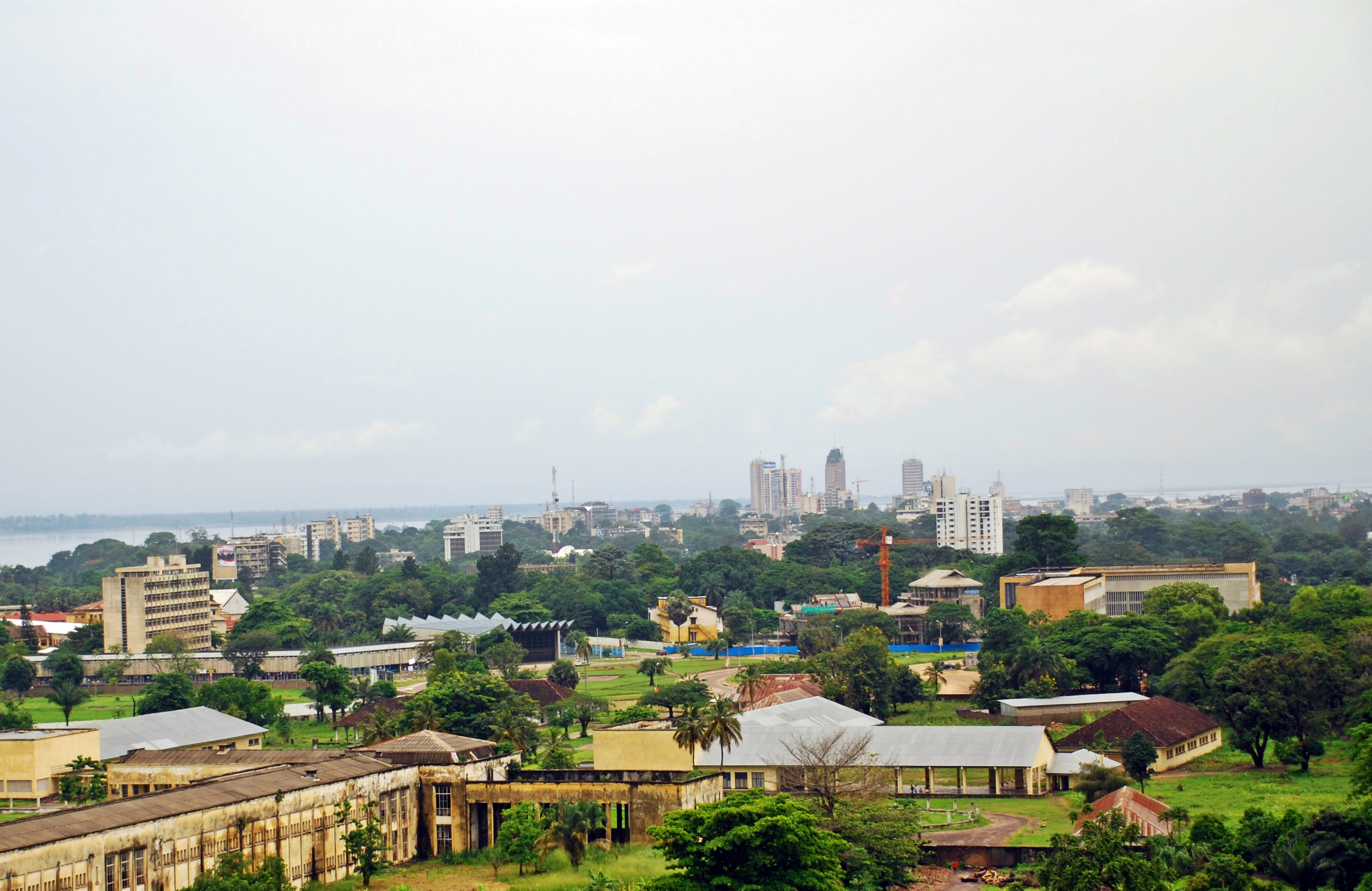
킨샤사 (이전에는 레오폴드빌 또는 레오폴트스타트로 알려짐)

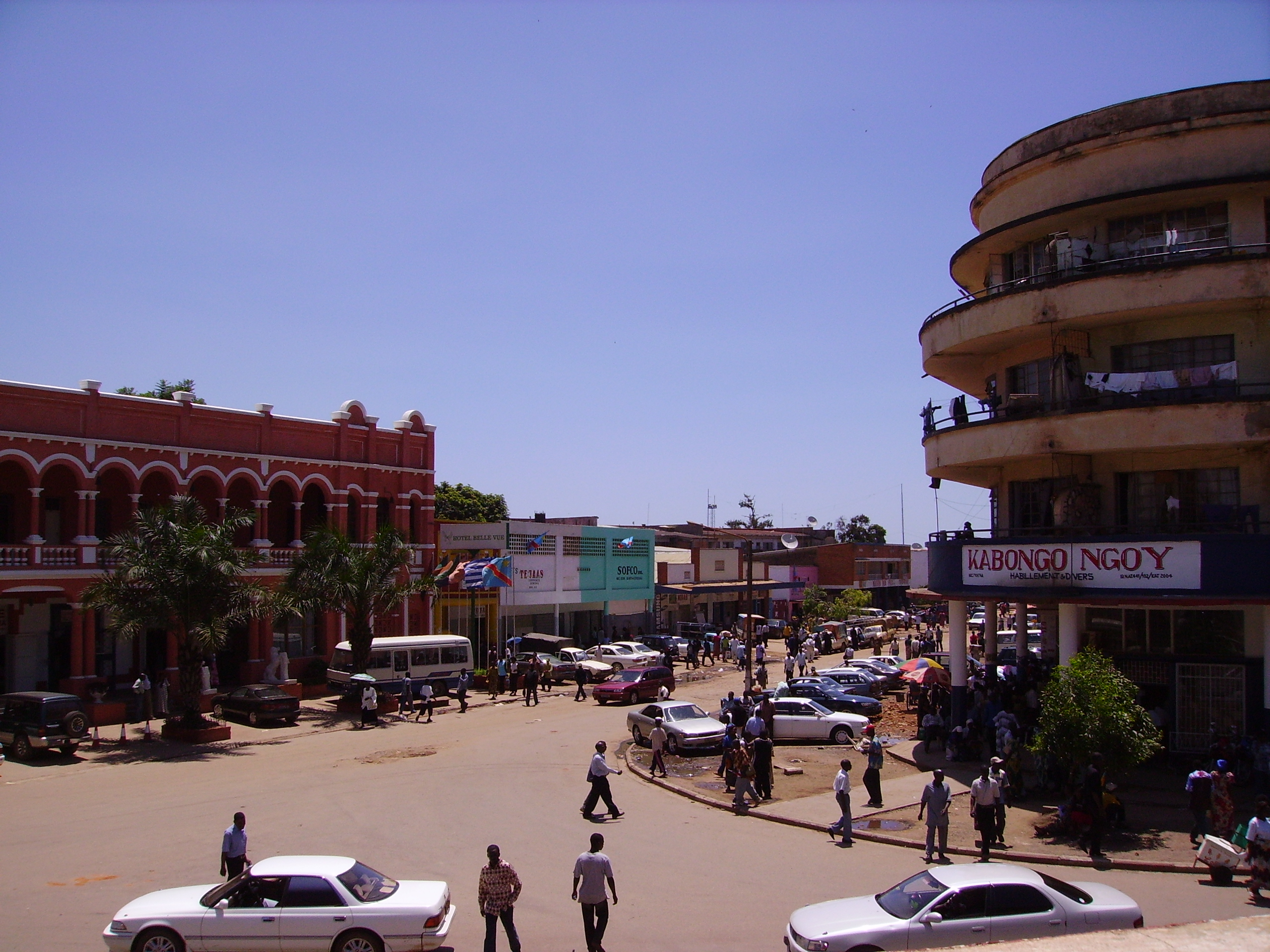
엘리자베스빌 또는 엘리사벗스타트로 불렸던 루붐바시

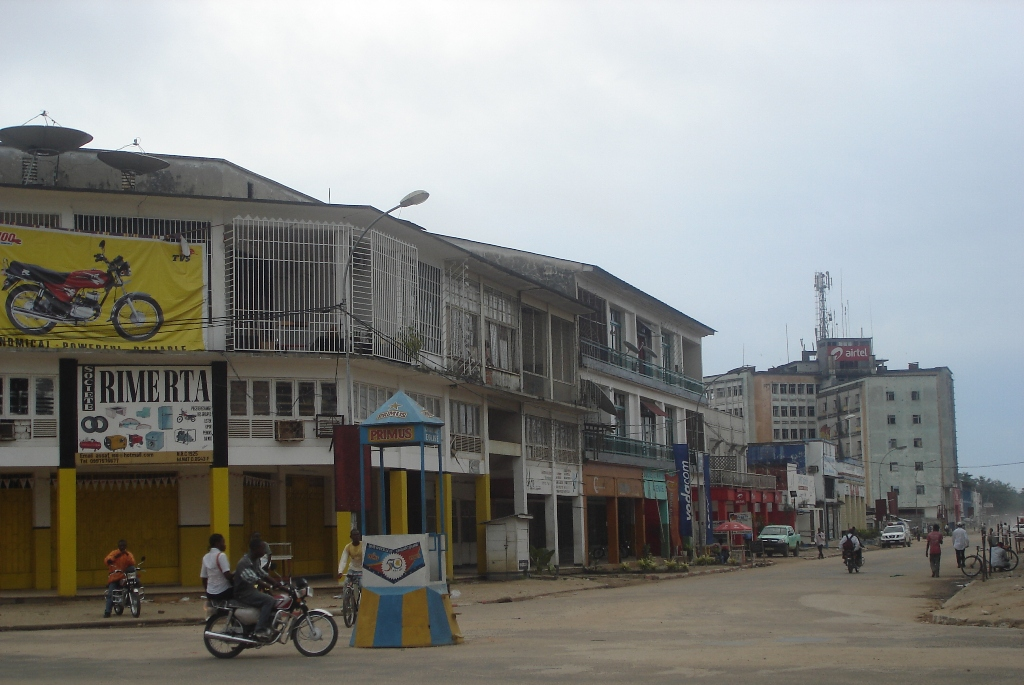
이전에 스탠리빌 또는 스탠리스타트로 알려졌던 키상가니

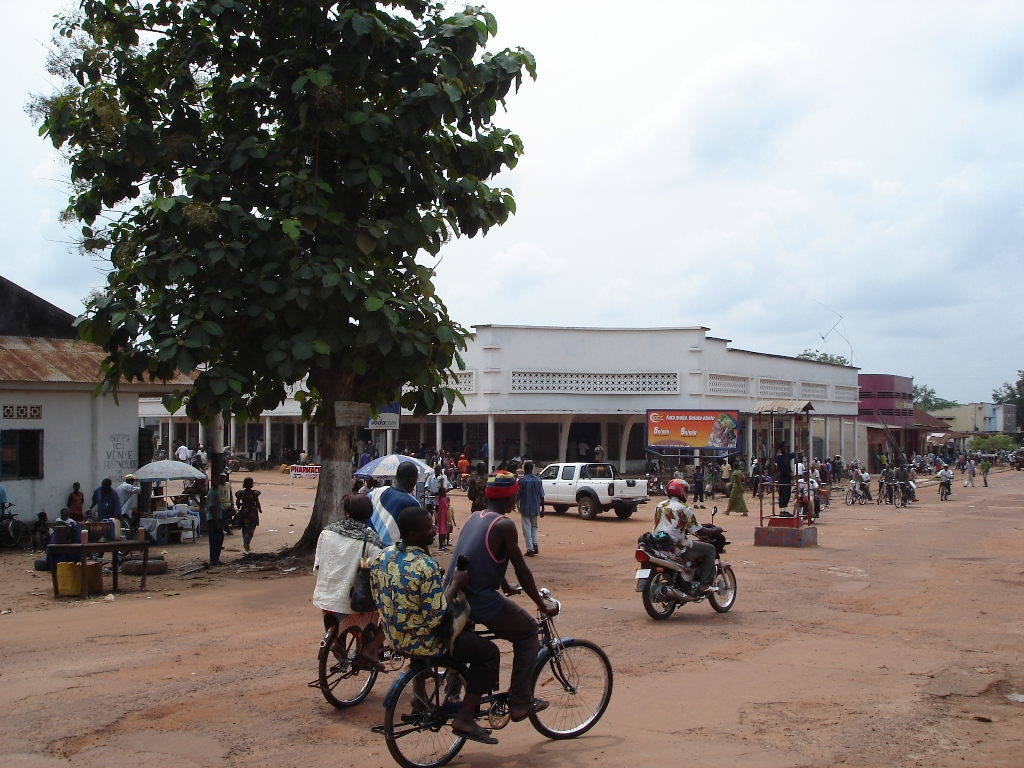
음반다카 (이전 코킬라트빌 또는 코퀼하트스타트)

| 현재 이름                   | 이전 이름(프랑스어)                 | 이전 이름(네덜란드어)                 | 이전 지명의 유래 |
| --------------------------- | ----------------------------------- | ------------------------------------- | --- |
| 아케티                      | 아케티 포르샬탱(Aketi Port-Chaltin) | 아케티샬틴하번(Aketi-Chaltinhaven)    | 전 식민지 군관 루이 나폴레옹 샬탱(Louis-Napoléon Chaltin)                                                                           |
| 반둔두                      | 방냉빌(Banningville)                | 바닝스타트(Banningstad)               | 식민지 문관 에밀 배닝 |
| 보테카                      | 플랑드리아(Flandria)                | 플란드리아(Flandria)                  | 벨기에의 지방 플란데런 |
| 부카부                      | 코스테르망빌(Costermansville)       | 코스터르만스스타트(Costermansstad)    | 식민지 행정관 폴 코스테르망(Paul Costermans)                                                                                        |
| 조쿠푼다(Djokupunda)        | 샤를빌(Charlesville)                | 샤를러스스타트(Charlesstad)           | |
| 곰베(Gombe)                 | 칼리나(Kalina)                      | 칼리나(Kalina)                        | 1883년 사망한 포르스 퓌블리크 소속 오스트리아 군인 E. 칼리나(E. Kalina)                                                             |
| 일레보                      | 포르프랑키(Port-Francqui)           | 프란퀴하번(Francquihaven)             | 사업가 겸 인류학자 에밀 프랑키(Émile Francqui)                                                                                      |
| 이시로(Isiro)               | 폴리(Paulis)                        | 파윌리스(Paulis)                      | 알베르 폴리(Albert Paulis) |
| 칼레미                      | 알베르빌(Albertville)               | 알버르트스타트(Albertstad)            | 전 벨기에 국왕 알베르 1세 |
| 카낭가                      | 룰루아부르(Luluabourg)              | 룰루아뷔르흐(Luluaburg)               | 인근에 위치한 룰루아강(Lulua) |
| 카타콜리(Katakoli)          | 돈도(Dondo)                         | 돈도(Dondo)                           | |
| 카사-부부(Kasa-Vubu)        | 당달(Dendale)                       | 덴달러(Dendale)                       | |
| 키퀴트                      | 포토포토(Poto-Poto)                 | 포토포토(Poto-Poto)                   | |
| 킨두                        | 킨두 포르엥팽(Kindu Port-Émpain)    | 킨두 엠파인하번(Kindu Empain-Haven)   | 벨기에 자본가 에두아르 엥팽(Edouard Empain)                                                                                         |
| 킨샤사                      | 레오폴드빌(Léopoldville)            | 레오폴트스타트(Leopoldstad)           | 벨기에 국왕이자 콩고 자유국의 설립자 레오폴 2세                                                                                     |
| 키룽구(Kirungu)             | 보두앵빌(Baudouinville)             | 바우더베인스타트(Boudewijnstad)       | 레오폴 2세의 조카이자 왕위 계승자 보두앵                                                                                            |
| 키상가니                    | 스탠리빌(Stanleyville)              | 스탠리스타트(Stanleystad)             | 탐험가 헨리 모턴 스탠리 |
| 퀼루 응공고(Kwilu Ngongo)   | 모에르베크(Moerbeke)                | 무르베커(Moerbeke)                    | 지역 설탕농업의 주요 투자자이자 벨기에의 정치가 모리스 리펀스(Maurice Lippens)의 고향 무르베커(Moerbeke)                            |
| 리카시                      | 자도빌(Jadotville)                  | 야도트스타트(Jadotstad)               | 벨기에 기업인이자 자본가 장 자도(Jean Jadot)                                                                                        |
| 링괄라(Lingwala)            | 생장(Saint-Jean)                    |                                       | 사도 요한 |
| 루바오(Lubao)               | 상테리(Sentery)                     | 센테리(Sentery)                       | |
| 루붐바시                    | 엘리자베트빌(Élisabethville)        | 엘리사벗스타트(Elisabethstad)         | 벨기에 왕비 바이에른의 엘리자베트                                                                                                   |
| 루푸토토(Lufu-Toto)         | 카티에(Cattier)                     | 카티르(Cattier)                       | 벨기에 기업인 펠리시앙 카티에(Félicien Cattier)                                                                                     |
| 루일라(Luila)               | 월테(Wolter)                        | 볼터르(Wolter)                        | |
| 로칸두(Lokandu)             | 리바리바(Riba-Riba)                 | 리바리바(Riba-Riba)                   | |
| 로쿠투(Lokutu)              | 엘리자베타(Elisabetha)              | 엘리자베타(Elisabetha)                | 벨기에 왕비 바이에른의 엘리자베트                                                                                                   |
| 루상가(Lusanga)             | 레베르빌(Leverville)                | 레버르스타트(Leverstad)               | 벨기에 식용유 회사(HCB)를 소유한 영국의 회사 레버 브라더스(Lever Brothers)의 공동 창립자인 영국의 기업가 윌리엄 레버(William Lever) |
| 마칸자(Makanza)             | 누벨앙베르(Nouvelle-Anvers)         | 니위안트베르펀(Nieuw Antwerpen)       | 벨기에의 도시 안트베르펜 |
| 마키소(Makiso)              | 스탠리(Stanley)                     | 스탠리(Stanley)                       | 영국 탐험가 헨리 모턴 스탠리 |
| 마팡구(Mapangu)             | 브라방타(Brabanta)                  | 브라반타(Brabanta)                    | 벨기에의 지역 브라반트주 |
| 마통게(Matonge)             | 랑캥(Renkin)                        | 렌킨(Renkin)                          | 벨기에 정치가 쥘 랑캥(Jules Renkin)                                                                                                 |
| 음반다카                    | 코킬라트빌(Coquilhatville)          | 코퀼하트스타트(Cocquilhatstad)        | 식민지 총독 겸 해당 도시의 건립자 카미유 코킬라트                                                                                   |
| 음반자응궁구                | 티스빌(Thysville)                   | 티스스타트(Thysstad)                  | 벨기에 식민지 군인 겸 기업인 알베르 티스(Albert Thys)                                                                               |
| 모바이음봉고(Mobayi-Mbongo) | 방지빌(Banzyville)                  | 반지스타트(Banzystad)                 | |
| 음부지마이                  | 바쾅가(Bakwanga)                    | 바쾅가(Bakwanga)                      | |
| 응갈리에마(Ngaliema)        | 스탠리(Stanley)                     | 스탠리(Stanley)                       | 영국 탐험가 헨리 모턴 스탠리 |
| 은시암푸무(Nsiamfumu)       | 비스타(Vista)                       | 피스타(Vista)                         | |
| 은조로(Nzoro)               | 방케르코방빌(Vankerckhovenville)    | 판케르크호번스타트(Vankerckhovenstad) | 벨기에의 탐험가 빌럼 프란스 판 케르크호번(Willem Frans Van Kerckhoven)                                                              |
| 칠룬두(Tshilundu)           | 메로드(Mérode)                      |                                       | 벨기에의 메로드 가문(Mérode) |
| 우분두(Ubundu)              | 퐁티에르빌(Ponthierville)           | 폰티르스타트(Ponthierstad)            | 식민군인 피에르 퐁티에(Pierre Ponthier)                                                                                             |

## 랜드마크 및 지리적 용어

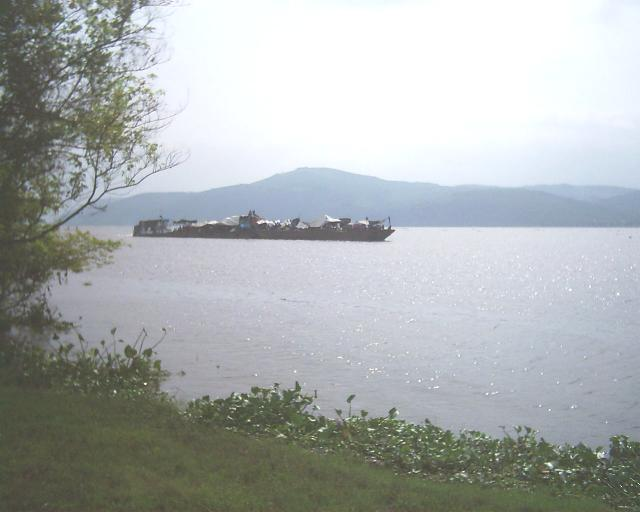
말레보호, 이전 스탠리호

| 현재 이름                    | 이전 이름(프랑스어)             | 이전 이름(네덜란드어)            | 이전 지명의 유래                                |
| ---------------------------- | ------------------------------- | -------------------------------- | ----------------------------------------------- |
| 보요마 폭포(Boyoma Falls)    | 스탠리 폭포(Stanley Falls)      | 스탠리 폭포(Stanleywatervallen)  | 영국 탐험가 헨리 모턴 스탠리                    |
| 마이은돔베호(Lac Mai-Ndombe) | 레오폴드 2세 호(Lac Léopold II) | 레오폴드 2세 호(Leopold II Meer) | 벨기에 국왕이자 콩고 자유국의 설립자 레오폴 2세 |
| 말레보호                     | 스탠리호(Stanley Pool)          | 스탠리호(Stanley Pool)           | 영국 탐험가 헨리 모턴 스탠리                    |
| 마욤베(Mayombe)              | 크리스탈(Crystal)               | 크리스탈(Crystal)                |                                                 |
| 비룽가 국립공원              | 알베르 국립공원(Parc Albert)    | 알버르트 국립공원(Parc Albert)   | 벨기에 국왕 알베르 1세                          |

## 같이 보기
- 벨기에 식민제국
- 스탠리산